# Алєксандер Людвік Незабітовський
Александер Людвік Незабітовський гербу Любич (пол. Aleksander Ludwik Niezabitowski; бл. 1630 — перед 1 травня 1675) — військовик, урядник Речі Посполитої. Представник шляхетського роду Незабітовських гербу Любич.

## Життєпис
Походив з незаможної шляхти, дідичним володінням якої було село Нєзабітув (пол. Niezabitów) на заході Люблінщини. Батько — Шимон, мати — його дружина Зофія Луґовська. 
Спочатку служив у кварцяному війську під командуванням Станіслава Конецпольського (зокрема, перед березнем 1646). Певне, правда (на думку Станіслава Темберського), що тоді був недисциплінованим, схильним до конфліктів, насилля. Гетьман, певне, погрожував стратою.
1651 року: став брацлавським чесником; був призначений Яремою Вишневецьким одним з опікунів сина Міхала — майбутнього короля. 1652 став стольником брацлавським. З січня 1657 брав участь в приготуванні Львова до оборони. З 1 жовтня 1657 командував козацькою коругвою Рафала Казімежа Маковецького.
За сприяння В. Д. Острозького-Заславського, від імені Михайла Казимира Радзивілла взяв Перемиське староство 1658 року. Через Катажину Собеську зав'язав стосунки з Яном Собеським.
Учасник виправи за Дніпро 1663—1664 років, перебував в Паволочі. 1664 року став сондецьким каштеляном, перед 19 лютого 1665 став тарноґурським старостою. В липні 1665 року мав конфлікт з канівським старостою Стефаном Станіславом Чарнецьким через командування королівським полком.
Белзький каштелян після призначення королем Міхалом Корибутом. Його попередник — Францішек Мишковський — помер 21 квітня 1669. В серпні 1673 року відбув паломництво до Студениці з метою позбутись 7-річного болю зубів та лівої половини голови. Брав участь в Хотинській кампанії 1673 з власною коругвою гусарів нового збору та реґіментом піхоти. Точно не відомо, чи брав в ній безпосередню участь. Підписав акт вибору королем Яна ІІІ.
Помер незадовго перед 1 травня 1675 року, коли після нього оберштером його реґіменту став Ян Цетнер.

## Власність
Правдоподібно, мав частину села Косажев (Люблінщина), Сераковці (Перемищина).

## Сім'я
Дружина — Ядвіґа зі Стамірович Стаміровська, дідичка Брухналя поблизу Прилбичів. Донька — Катажина, дружина велюньського каштеляна Войцеха Урбанського.